# Darien (Illinois)
Darien – miasto w Stanach Zjednoczonych, w stanie Illinois, w hrabstwie DuPage.